# Marc Kühne
Marc Kühne (ur. 6 września 1976 w Halle) – niemiecki bobsleista, dwukrotny medalista mistrzostw świata.

## Kariera
Pierwszy sukces w karierze osiągnął w 2007 roku, kiedy razem z kolegami i koleżankami z reprezentacji wywalczył złoty medal w rywalizacji drużynowej podczas mistrzostw świata w St. Moritz. Na rozgrywanych dwa lata później mistrzostwach świata w Lake Placid w parze z Thomasem Florschützem zdobył srebrny medal w dwójkach. W 2006 roku wystartował na igrzyskach olimpijskich w Turynie, gdzie razem z Matthiasem Höpfnerem był piąty w dwójkach.